# Orelle
Orelle è un comune francese di 389 abitanti situato nel dipartimento della Savoia della regione dell'Alvernia-Rodano-Alpi.
La sede comunale è a Le Chef-lieu d'Orelle.

## Collegamenti esterni

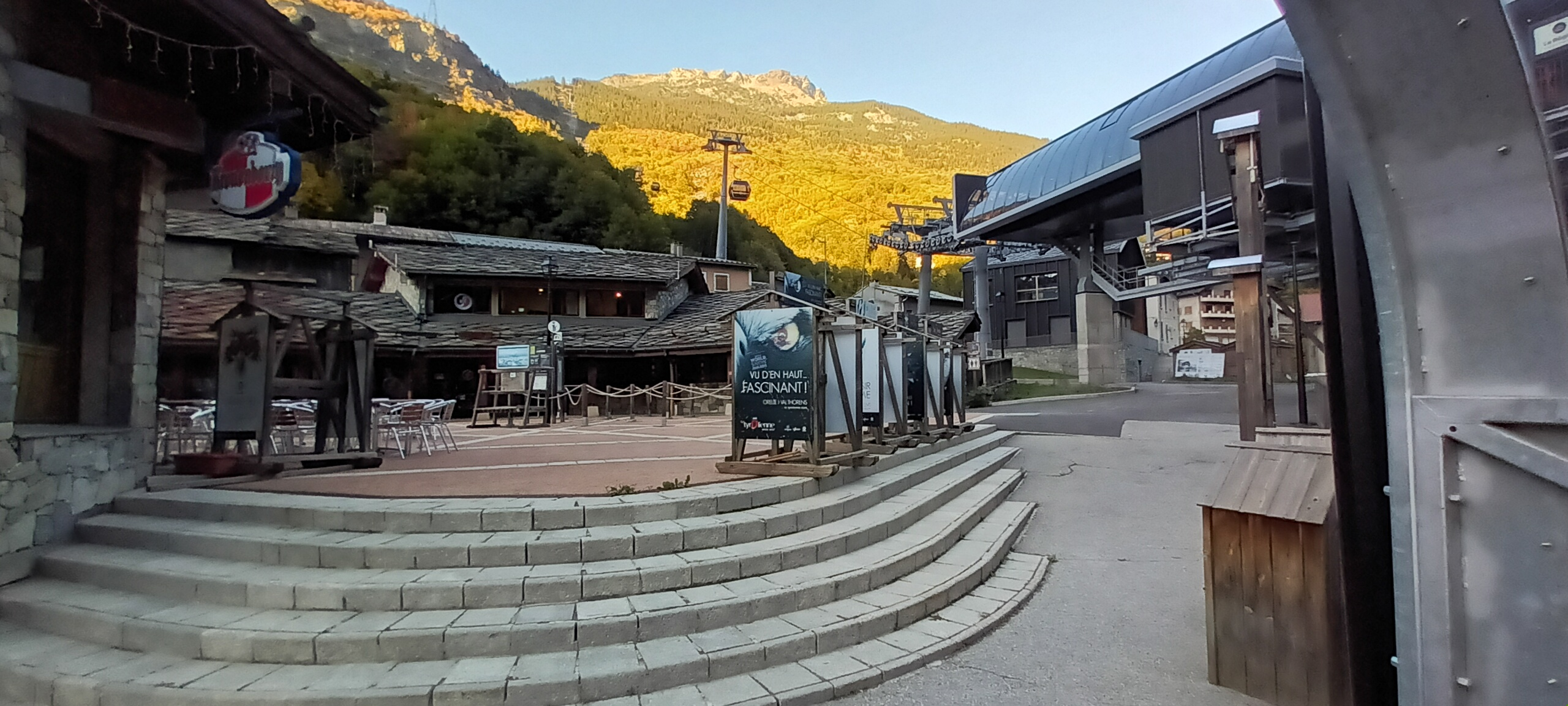
Grande-place del villaggio di Francoz.

## Monumenti e luoghi d'interesse

### Architetture religiose
- Cappella di San Giacomo d'Orelle

## Società

### Evoluzione demografica
Abitanti censiti